# San Estanislao (Colômbia)
San Estanislao é um município da Colômbia no departamento de Bolívar.